# Adjectiv
În gramatică, adjectivul este o parte de vorbire a cărei caracteristică semantică este raportarea la substantiv, fie exprimând calități și relații ale substantivului (adjectiv calificativ și adjectiv relațional), fie asigurând actualizarea acestuia în vorbire (adjectiv pronominal), și a cărei caracteristică sintactică este subordonarea față de substantiv.
Există limbi, de pildă în Asia de Sud-Est, care nu au o clasă de cuvinte corespunzătoare adjectivelor în sensul de mai sus, ci verbelor. De exemplu, cuvinte ca roșu, tare, rece etc. exprimă nu numai proprietăți, ci și stări, precum verbe ca a-i plăcea sau a-i fi teamă.

## Clasificare
Adjectivele pot fi clasificate din mai multe puncte de vedere.

### După proveniență

#### Adjective propriu-zise
Adjectivele propriu-zise constituie o clasă deschisă. Unele sunt moștenite, în cazul limbii române, din latină, ex. acru, bun, dulce, negru, verde. Se presupune că altele sunt moștenite din substratul tracic: aprig, creț, searbăd etc.
Alte asemenea adjective sunt împrumutate din alte limbi, ex. ro  blajin (din slava veche), gingaș (din maghiară), murdar (din turcă), ieftin (din neogreacă), actual (din franceză) etc.
Multe adjective sunt formate pe terenul propriu al limbii, prin derivare cu sufixe specifice.
În română, cuvintele bază ale adjectivelor derivate sunt substantive, verbe sau alte adjective. Sufixele cele mai productive sunt cele scrise cu carectere aldine în exemplele de mai jos:
- sufixe autohtone: ceresc, auriu, inimos, chinuitor[1], bunicel, sprintenel[3];
- sufix împrumutat: locuibil[1].

În limbi ca BCMS sunt și adjective derivate din alte categorii de substantive decât în română, precum nume de materiale (ex. zlato „aur” → zlatni prsten „inel de aur”) sau nume de posesori, inclusiv în sens larg: brat „frate” → bratov kaput „paltonul fratelui”, majka „mamă” → majčino pismo „scrisoarea mamei”, koza „capră” → kozje mlijeko „lapte de capră”, benzin → benzinski motor „motor pe benzină”). În aceste limbi sunt și adjective derivate de la adverbe de timp (sutra „mâine” → sutrašnji „de mâine”) sau de loc: tamo „acolo” → tamošnji „de acolo”.
În limba maghiară se derivă adjective de la relativ multe categorii de substantive, printre altele din nume proprii (ex. Bartók → bartóki „caracteristic lui Bartók”, Afrika → afrikabeli „din interiorul Africii”) sau de unități de măsură: méter „metru” → egy méternyi „de un metru”. Și în această limbă sunt adjective derivate de la adverbe, ex. közel „aproape” → közeli „de aproape”, hátul „în spate” → hátulsó „(cel) din spate”. Mai există și adjective derivate din postpoziții: mellett „lângă” → az áruház melletti parkoló „parcarea de lângă magazin”.
Compunerea furnizează de asemenea adjective, ex. binevoitor, nemaivăzut, semifabricat, gri-închis.
Alte adjective rezultă prin conversiune. În română, unele sunt la origine adverbe de mod (ex. asemenea reviste, așa casă), dar cele mai multe provin din forma de participiu a verbelor (ex. vestit, liniștit). În limba literaturii relativ vechi au intrat și câteva adjective provenite din gerunziu, sub influența limbii franceze, ex. suferind, -ă, mână tremurândă, răni sângerânde.
Și în alte limbi sunt adjective provenite din participiu.
În gramatica franceză se deosebește un participiu trecut, corespunzător participiului românesc (ex. Un homme averti en vaut deux literal „Un om avertizat face cât doi”), și un participiu prezent, corespunzător parțial gerunziului românesc. Acesta, folosit adjectival, își poate păstra valoarea verbală, rămânând invariabil la forma de masculin singular (ex. Il connaît les collines environnant la ville „Cunoaște dealurile care înconjoară orașul”) sau își pierde valoarea verbală și devine variabil: les collines environnantes „dealurile înconjurătoare”. În acest caz, în gramatica franceză se numește „adjectiv verbal”. Unele astfel de adjective au și scrierea schimbată față de a participiului, dar majoritatea lor nu-și schimbă și pronunțarea, ex. L’association compte des membres adhérents (adjectiv verbal). Les personnes adhérant (participiu prezent folosit adjectival) à cette association paient une cotisation „Asociația are membri aderenți. Persoanele care aderă la această asociație plătesc o cotizație”.
În gramatica engleză se face aceeași distincție între participiu prezent și participiu trecut, care pot fi folosite ca adjective, ex. This weather is depressing (participiu prezent), isn't it? Don't you feel depressed (participiu trecut) when it rains? „Vremea asta e deprimantă, nu-i așa? Nu te simți deprimat(ă) când plouă?”
În gramatica maghiară se iau în seamă participiul prezent, cel trecut și cel viitor, echivalent supinului românesc. Toate trei furnizează adjective: mosolygó gyerek „copil zâmbitor” (prezent), selyembe öltözött nő „femeie îmbrăcată în mătăsuri” (trecut), teendő munka „muncă de făcut” (viitor).

#### Adjective pronominale
Adjectivele pronominale formează o clasă închisă de cuvinte cărora, în majoritatea lor, le corespund pronume. În gramaticile limbii române se iau în seamă adjectivele pronominale de întărire, posesiv, interogativ, relativ, demonstrativ, nehotărât și negativ. Unele sunt identice ca formă cu pronumele corespunzătoare, altele diferă în oarecare măsură. Despre primele se poate afirma că sunt adjective prin conversiune din pronume. Ponderea celor două categorii depinde și de limba dată.
În română, adjectivele pronominale au, cu unele excepții, aceeași formă ca și pronumele corespunzătoare. Pronumele posesiv diferă de adjectivul corespunzător numai prin articolul posesiv care îi este antepus: scrisoarea sa → a sa. Adjectivele demonstrative românești formează două serii puțin diferite ca forme, după cum sunt antepuse sau postpuse substantivului determinat. Numai cele postpuse sunt folosite și ca pronume: acest fenomen sau fenomenul acesta → acesta. Adjectivul interogativ care are aceeași formă ca pronumele corespunzător, la nominativ-acuzativ, și puțin diferită la genitiv-dativ: care coleg? → care, Cărui coleg i-ai scris? → Căruia…? (complement indirect).
În BCMS, identitatea formală între adjectivul pronominal și pronume există în cazul tuturor speciilor, ex.: svoje vladanje „comportamentul său” → svoje „al său”, ova knjiga „această carte” → ova „aceasta”, koji pisac? „care scriitor?” → koji? „care?”.
Aceeași este situația în limba maghiară: ez a ház „această casă” → ez „aceasta”, Melyik mosóport ajánlja? „Care detergent mi-l recomandați?” → Melyiket ajánlja? „Pe care… ?”. Singura diferență dintre adjectiv și pronume este că în general primul este invariabil, pe când cel din urmă poate primi sufixe.
În franceză, majoritatea adjectivelor pronominale au forme diferite de cele ale pronumelor corespunzătoare: ma voiture „mașina mea” → la mienne „a mea”, cette voiture „această mașină” → celle-ci „aceasta”, quelle voiture ? „Care mașină?” → laquelle ? „care?” Printre nehotărâte, unele adjective au forme diferite de cele ale pronumelor (chaque voiture „fiecare mașină” → chacune „fiecare”), altele – forme identice: plusieurs voitures „mai multe mașini” → plusieurs „mai multe”.
În engleză de asemenea sunt cazuri de identitate și cazuri de diferență de formă. Adjectivele posesive sunt diferite de pronumele posesive (This is my book „Aceasta este cartea mea” → The book is mine „Cartea este a mea”), dar adjectivele demonstrative sunt identice cu pronumele corespunzătoare: This programme is interesting „Acest program este interesant” → This is interesting „Acesta este interesant”.

#### Locuțiuni adjectivale
O locuțiune adjectivală este un grup fix (neanalizabil) de cuvinte, care funcționează global ca un adjectiv, de exemplu:
ro  de valoare „valoros, -oasă”, de ispravă „capabil, -ă”, în toată firea „matur, -ă”, în floarea vârstei „tânăr, -ă”, scos din fire „înfuriat” etc.;
fr  comme il faut „cumsecade” (lit. „cum trebuie”), bon marché „ieftin, -ă” (lit. „bună piață”).

### După sens
Din acest punct de vedere, printre adjectivele propriu-zise, în gramatica română se disting două categorii.
Adjectivele calificative exprimă însușiri ale obiectelor, ex. coală albă, teren pietros, stâncă ascuțită, soare palid, chip dulce.
Adjectivele relaționale exprimă o relație între două substantive: uniformă școlară „de școlar”, magazin sătesc „de la sat”, urs polar „de la pol”, vin românesc „din România”, comportare psihică „privind psihicul” etc..
Adjectivele propriu-zise mai pot fi grupate și în:
- concrete, care au un conținut reprezentabil în planul senzorial: aromat, dulce, negru, strident etc.;
- abstracte, care au un conținut nereprezentabil în planul senzorial: inimos, iscusit, înțelegător, priceput etc.

Adjectivele pronominale sunt, din acest punct de vedere, determinanți abstracți, a căror funcție este fie de actualizare a unui substantiv, apropiindu-se de rolul articolelor (adjectivele de întărire, demonstrative, posesive și unele nehotărâte), fie de cuantificare, deci de specificare cantitativă (unele adjective nehotărâte și negative): însuși tata, părinții tăi, ce veste?, lemnele acelea, alți participanți, nicio pretenție.
În unele gramatici se includ printre determinanții abstracți și numeralele folosite cu valoare adjectivală, fie că este vorba de numeralul cardinal (ex. Doi băieți au venit) sau de cel ordinal, ex. Cel de al doilea copil a venit.

## Morfologia adjectivului
Din punct de vedere morfologic, printre adjective se disting în primul rând cele variabile ca formă de cele invariabile, prin variabilitate înțelegându-se că pot primi afixe pentru exprimarea unor categorii gramaticale. Prin variabilitate se caracterizează adjectivele din anumite tipuri de limbi. Una din acestea este cea a limbilor flexionare, ca româna, în gramatica cărora este vorba de adjectiv ca parte de vorbire flexibilă. Alta este categoria limbilor aglutinante, cum este maghiara. În aceste două tipuri de limbi sunt totuși și adjective invariabile, unele în general, altele, în funcție de limbă, în privința anumitor categorii gramaticale sau în anumite situații. Adjectivele sunt variabile în primul rând pentru a se acorda cu regentul lor și pot fi variabile, în funcție de limbă, pentru exprimarea gradelor de comparație comparativ de superioritate și superlativ relativ de superioritate.
În română, majoritatea adjectivelor sunt variabile după genul, numărul și cazul substantivului cu care se acordă, dar nu toate au toate formele necesare pentru aceasta. Astfel, la cazul nominativ sunt adjective cu:
- patru forme: harnic (masculin singular), harnică (feminin singular), harnici (masculin plural), harnice (feminin plural);
- trei forme: drag (m. sg.), dragă (f. sg.), dragi (m. și f. pl.);
- două forme: limpede (m. și f. sg.), limpezi (m. și f. pl.).

Sunt și adjective invariabile, precum asemenea, gri, propice, orice etc..
În privința exprimării gradelor de comparație, unele sunt invariabile în sensul că nu le pot avea. Astfel sunt adjectivele de relație și cele pronominale, precum și unele adjective calificative, ex. mort, egal, oval, unic etc. Altele au grade de comparație, dar sunt invariabile în sensul că le exprimă în mod analitic: mai frumos, cel mai frumos.
În franceză, variabilitatea adjectivelor este mai redusă decât în română. Există numeroase adjective care nu disting genurile (masculin și feminin). Unele le disting numai în scris, dar nu și în vorbire, ex. absolu „absolut” (masc.), absolue „absolută”. Altele nu le disting nici în scris, ex. rouge „roșu, roșie”; jeune „tânăr, -ă”. Distincția este proprie în vorbire și în scris numai adjectivelor care se termină la masculin în consoană, prin alternanța consoană nepronunțată la masculin ~ pronunțată la feminin (ex. grand [grɑ̃], grande [grɑ̃d] „mare”) sau schimbată la feminin, ex. menteur [mɑ̃tœːʁ], menteuse [mɑ̃tœːz] „mincinos, -oasă”. De regulă, nici pluralul nu se distinge de singular în vorbire, ci numai în scris, ex. bleu „albastru”, bleus „albaștri”. Distincția în vorbire este excepțională și limitată la masculin, ex. national [nasjonal], nationaux [nasjono].
Exprimarea gradelor de comparație este, cu câteva excepții, analitică și în franceză: plus beau „mai frumos”, le plus beau „cel mai frumos”.
În engleză, variabilitatea adjectivelor este și mai redusă decât în franceză. Ele sunt invariabile față de regent atât în vorbire cât și în scris: an old man „un bărbat bătrân”, an old woman „o femeie bătrână”, old people „oameni bătrâni”. Numai unele adjective sunt variabile în exprimarea gradelor de comparație, adică le formează sintetic, prin adăugare de sufixe: My wife is older than I am „Soția mea e mai bătrână decât mine”, This is the oldest building in the town „Asta e clădirea cea mai veche din oraș”. Alte adjective au gradele de comparație formate analitic: more useful „mai folositor”, the most useful „cel mai folositor”.
În maghiară nu se pune problema acordului în gen, căci cel gramatical nu este propriu acestei limbi, și adjectivul nu se acordă în număr și caz ca atribut neizolat, ex. sárga villamosok „tramvaie galbene” (lit. „galben tramvaie”). În schimb se acordă ca nume predicativ (ex. A villamosok sárgák „Tramvaiele sunt galbene”) și ca atribut izolat, ex. Vegyél kenyeret, frisset! (acord în număr și caz – singular, acuzativ) „Cumpără pâine, proaspătă”. Gradele de comparație se formează totdeauna sintetic: drágább (cu un sufix) „mai scump”, a legdrágább (cu un prefix) „cel mai scump”.
Dintre limbile amintite aici, BCMS prezintă cea mai mare variabilitate a adjectivelor. Majoritatea lor pot fi nedefinite și definite, cu forme diferite la unele cazuri. Toate adjectivele se acordă cu regentul lor în gen, număr și caz, deși unele forme cazuale sunt comune la cele două numere și/sau pentru mai multe cazuri. De pildă, formele unei categorii de adjective la nominativ sunt nov (nedefinit), novi (definit) „nou” (m. sg.), novo „nou” (neutru sg.), nova „nouă” (f. sg.), novi „noi” (m. pl.), nova „noi” (n. pl.), nove „noi” (f. pl.). Și în aceste limbi, toate adjectivele au gradele de comparație formate sintetic: poznatiji „mai cunoscut”, najpoznatiji „cel mai cunoscut”.

## Sintaxa adjectivului
Adjectivul îndeplinește câteva funcții sintactice. Poate fi:
- atribut, ex. o casă frumoasă;
- nume predicativ: Ea este sinceră;
- element predicativ suplimentar: O consider sinceră.

Ca atribut, adjectivul poate fi și izolat de regentul său, atunci când legătura cu acesta este slabă, atributul aducând o informație suplimentară utilă, dar nu indispensabilă pentru comunicare, ex. Femeia, mai tânără, a tăcut.
Adjectivul poate fi și termen regent. Pe de o parte, poate fi determinat de un adverb care exprimă gradul însușirii exprimate de adjectiv, ex. en  really small „într-adevăr mic”, fairly bright „destul de luminos”, very beautiful „foarte frumos”. Pe de altă parte, o clasă restrânsă de adjective poate avea complemente cărora, în funcție de limbă, le poate impune unele restricții de caz sau de prepoziție, ex. util studenților, sigur de ceva. Deși rare, sunt și adjective care nu pot apărea fără un complement, ex. hu  jártas valamiben „priceput la ceva”. Uneori, adjectivul are în același timp ambele tipuri de termeni subordonați, ex. fr  très fier de son fils „foarte mândru de fiul său”.
Problema acordului adjectivului cu termenul său regent se pune în mod diferit de la o limbă la alta (vezi mai sus).
Locul atributului adjectival neizolat de regent depinde de natura sa și de limba dată.
În română, locul adjectivului calificativ și al celui relațional este în mod normal după regent, ex. un oraș frumos, o fată inteligentă, o carte nouă. Poate fi antepus numai cel calificativ, când i se dă un rol stilistic, o valoare emfatică sau afectivă, ex. frumosul oraș, iubita mea mamă. Adjectivul pronominal de întărire poate fi postpus sau antepus, cel posesiv este aproape totdeauna postpus, cel demonstrativ are unele forme numai postpuse și altele numai antepuse, cel interogativ-relativ este totdeauna antepus, iar cele nehotărâte sunt aproape toate postpuse.
În franceză, locul normal al majorității adjectivelor calificative și relaționale este de asemenea după regent (une pomme verte „un măr verde”, un temps printanier „o vreme primăvăratică”, une jupe plissée „o fustă plisată” etc.), dar locul tot normal al unor adjective este înaintea regentului, ex. un beau paysage „un peisaj frumos”, un gros problème „o problemă mare”, un vieux chien „un câine bătrân”, des doubles rideaux „perdele duble”. Unele adjective sunt în mod normal postpuse cu un sens și antepuse cu altul, ex. un meuble ancien „o mobilă veche” vs. un ancien hôpital „un fost spital”. Și în franceză sunt, ca în română, unele adjective antepuse cu scop stilistic, ex. un paysage splendide „un peisaj splendid” vs. un splendide paysage „un splendid peisaj”. Adjectivele pronominale sunt aproape toate antepuse, indiferent de specie.
În BCMS, adjectivele calificative și cele relaționale sunt practic totdeauna antepuse, chiar și când se acumulează trei (ex. poznata beogradska operska pevačica „cunoscuta cântăreață de operă din Belgrad”), în afara atributelor numelor unor personaje istorice (ex. Katarina Velika „Ecaterina cea Mare”), existând excepții și în limbajul poetic. Adjectivele pronominale sunt de asemenea antepuse (ex. sva naša ljubav „toată iubirea noastră”), în afara celui posesiv cu substantiv la cazul vocativ, ex. Slušaj, prijatelju moj! „Ascultă, prietene (al meu)!”.
În maghiară, locul atributului adjectival de orice tip este totdeauna înaintea regentului (ex. olcsó vendéglő „restaurant ieftin”, ez a ház „această casă”, Melyik mosóport ajánlja? „Care detergent îl recomandați?”, Nem olvasok akármilyen újságot „Nu citesc orice ziar”), în afară de cazul când cel calificativ sau relațional este atribut izolat (vezi exemplu mai sus).